# Hudson (Québec)
Pour les articles homonymes, voir Hudson.
Hudson (/yd.sɔ̃/) est une ville qui fait partie de la municipalité régionale de comté (MRC) de Vaudreuil-Soulanges, dans la région de la Montérégie, au Québec, au Canada,. En 2020, elle compte 5 427 habitants.

## Histoire
Le nom de la municipalité provient de George Matthews, propriétaire de l'Ottawa Glass Works, une importante verrerie locale établie en 1845, qui nomma le bureau de poste en l'honneur de son épouse, Elisa Hudson. La municipalité de village de Como est constituée en 1877 par détachement de la municipalité de Vaudreuil; le nom en est changé pour celui de Hudson en 1921. En 1925, la nouvelle municipalité de village de McNaugton est constituée par scission de la municipalité du village d'Hudson. L'année suivante, soit en 1926, le village d'Hudson prend le nom de Hudson Heights alors que le village de McNaugton est désormais désigné sous l'appellation de village d'Hudson,. Elizabeth Corker est maire d'Hudson en 1993 puis en 2004, après la mort du maire Stephen Shaar. La ligne de chemin de fer entre Montréal et le comté de Prescott, exploitée à partir de 1890 jusque dans les années 1970, compte plusieurs gares sur le territoire actuel d'Hudson, soit les gares de Como, Hudson, Hudson Heights et Choisy. Le magasin général Lancaster est en activité longtemps dans le village d'Hudson. Au début du XXe siècle, une liaison fluvial entre Carillon et Montréal, fait un arrêt à Hudson. En 1906, une entreprise de coupe de glace sur le lac des Deux Montagnes à Hudson est créée et demeure en exploitation jusqu'en 1945. À la même époque, ouvre la plage de Sandy Beach appartenant à la famille Blenkinship. La plage est bien fréquentée jusqu'à sa fermeture dans les années 1960.

## Géographie
Le territoire d'Hudson est borné au nord par le lac des Deux Montagnes, à l'est par Vaudreuil-Dorion, au sud par Saint-Lazare et Hudson Acres (partie de Vaudreuil-Dorion) et à l'ouest par Rigaud. La municipalité se trouve sur le plateau Saint-Lazare. Elle est baignée de petits cours d’eau dont la rivière Viviry, en milieu humide, qui fait partie du Parc nature Sandy Beach. Cette dernière traverse la municipalité d'ouest en est jusqu'à sa confluence avec la rivière des Outaouais qui en délimite l'est en coulant vers le sud-est.

## Démographie
| 1991  | 1996  | 2001  | 2006  | 2011  | 2016  | 2021  |
| ----- | ----- | ----- | ----- | ----- | ----- | ----- |
| 4 829 | 4 796 | 4 796 | 5 088 | 5 135 | 5 157 | 5 411 |

La population d'Hudson est âgée, l'âge moyen y étant de 49 ans contre 38 au Québec et au Canada.

## Administration
Les élections municipales se font en bloc tous les quatre ans. Les six conseillers sont élus par districts. Le maire Michael Elliott démissionne en juillet 2013 pour des raisons de santé. Il avait des arrérages de taxes foncières sur sa résidence non payés depuis 2004. En octobre 2013, l'Unité permanente anticorruption enquête sur certaines activités financières à la ville d'Hudson, à l'interne et à l'externe, après des vérifications internes durant l'année. À l'élection de novembre 2013, Ed Prévost devient maire avec 75,7 % des voix devant Jacques Bourgeois, avec un taux de participation de 47,4 %. Le conseil municipal est presque entièrement renouvelé.
| Hudson Maires depuis 2001                                                                                            |                  |                                                            |          |
| Élection | Maire            | Qualité                                                    | Résultat |
| 2001 | Stephen F. Shaar |                                                            | Voir     |
| 2005 | Élizabeth Corker |                                                            | Voir     |
| 2009 | Michael Elliot   |                                                            | Voir     |
| 2013 | Diane Paciente   | Conseillère municipal nommée mairesse par intérim          | n/d      |
| 2013 | Ed Prévost       |                                                            | Voir     |
| 2017 | Jamie Nicholls   | Député néo-démocrate de Vaudreuil-Soulanges de 2011 à 2015 | Voir     |
| 2021 | Chloe Hutchison  |                                                            | Voir     |
| Élection partielle en italique Depuis 2005, les élections sont simultanées dans toutes les municipalités québécoises |                  |                                                            |          |

| Poste             | 2009-2013                                                  | 2013-2017        | 2017-2021             |
| ----------------- | ---------------------------------------------------------- | ---------------- | --------------------- |
| Maire             | Michael Elliott (2009-2013) Diane Paciente, interim (2013) | Ed Prévost       | Jamie Nicholls        |
| 1 - Como          | Robert Spencer                                             | Robert Spencer   | Helen Kurgansky       |
| 2 - Hudson-Est    | Jacques Nadeau                                             | Ron Goldenberg   | Austin Rikley-Krindle |
| 3 - Hudson-Centre | Tim Snow                                                   | Nicole Durand    | Chloe Hutchison       |
| 4 - Fairhaven     | Louis Thifault                                             | Barbara Robinson | Barbara Robinson      |
| 5 - Heights-Est   | Diane Piacente                                             | Deborah Woodhead | Jim Duff              |
| 6 - Ouest         | Madeleine Hodgson                                          | Natalie Best     | Daren Legault         |

La politique municipale de tarification des services de 2014 précise que les taux sont calculés en fonction des coûts d'exploitation, en excluant les immobilisations. Le Conseil propose également un tarif fixe pour les services d'égout et d'aqueduc pour les immeubles commerciaux, ce à quoi s'opposent les commerçants ceux-ci alléguant que ce tarif devrait tenir compte de la taille de l'établissement.
Hudson fait partie de la circonscription de Vaudreuil à l'Assemblée nationale du Québec et de la circonscription de Vaudreuil—Soulanges (circonscription fédérale) à la Chambre des communes du Canada.

## Urbanisme
Le territoire compte, outre le village d'Hudson, différents quartiers ou hameaux comme Choisy, Alstonvale, Como et Quarry Point. La municipalité d'Hudson est traversée d'ouest en est par deux voies routières. La première est la rue Main qui longe la rivière des Outaouais et le lac des Deux Montagnes, qui revêt la forme d'un chemin étroit et sinueux entre la localité de Dragon à Rigaud et la partie ouest de Vaudreuil-Dorion. La seconde est la route Harwood qui correspond à la route 342, route collectrice dont la vitesse affichée est de 70 km/h et qui relie Hudson Acres à la partie ouest de Vaudreuil-Dorion. L'autoroute Félix-Leclerc (A-40) permet les échanges interurbains avec deux échangeurs permettant d'accéder à Hudson. Les principaux axes nord sud sont la montée d'Alstonvale, la côte Saint-Charles, la rue Cameron, le chemin Lavigne et la rue Bellevue. La traverse Oka-Hudson permet de franchir le lac pour se rendre à Oka sur la Rive-Nord de Montréal. Le gazoduc de TransCanada traverse le territoire d’Hudson pour se diriger sous le lac des Deux Montagnes.

## Économie
L'économie locale d'Hudson est basée sur le commerce et les services. Les établissements de restauration et lieux de socialisation comprennent par exemple le Café Carambola. La problématique du stationnement freine le développement de nouvelles activités. La Société de développement commercial d'Hudson regroupe 108 entreprises L'activité agricole, plutôt limitée, comporte entre autres la culture de la pomme aux Vergers de Hudson. Les principaux immeubles commerciaux sont le Manoir Cavagnal, la Plaza IGA, le club de golf et conutry club Whitlock ainsi que le Médicentre Burnet Plus.

## Éducation
La Commission Scolaire des Trois-Lacs administre les écoles francophones.
- École Saint-Thomas

La Commission scolaire Lester-B.-Pearson administre les écoles anglophones :
- École primaire Mount Pleasant
- École secondaire Hudson (en) (pavillon senior) - Le pavillon junior est situé à Saint-Lazare

## Cultes
Hudson compte plusieurs bâtiments liés au culte
- The Hudson Community Baptist Church, située sur la côte St-Charles
- L'église anglicane St James située sur la rue main
- L'église anglicane St. Mary's située sur la rue main (Como)
- Le temple maçonnique de la loge Hudson 98 situé sur la rue Elm
- Le temple Sikh Gurdwara Guru Nanak Darbar situé sur la rue main
- L'église catholique Saint-Thomas-d'Aquin située sur la rue main
- L'église protestante Hudson United Church située sur la rue Mc Naughten

## Culture
La ville d'Hudson autorise la démolition de la grange de la ferme Macaulay, complexe expérimental de Holstein créé en 1925, pour en permettre le lotissement résidentiel, comme le bâtiment n'a pu trouver de nouvelle vocation pendant 22 ans. Parmi les bâtiments historiques faisant l'objet de visites publiques dans le cadre du Country Homes Tour figure la maison Mount Victoria, autrefois salle de danse et centre communautaire des employés de la ferme Maccaulay.
La communauté d'Hudson dispose des services de la War Memorial Library, bibliothèque privée unilingue anglaise. Les 25 % de francophones d'origine et 70 % de la population parlant français n'ont accès à aucun service de bibliothèque en français. Hudson offre une vie artistique et culturelle assez importante compte tenu de la taille de la localité. Elle compte le Musée Hudson et l'Hudson Village Theatre. Le Festival de la comédie se déroule en janvier à l'Hudson Village Theatre. L’Hudson Film Society tient à l’Hudson Village Theatre un festival de documentaires connu sous le nom de DocFest. Ce festival a lieu en mars chaque année depuis 2007. Selon Clint Ward, directeur du festival, Hudson est une communauté d’artistes. En juillet se tient le festival de Musique en même temps que la foire sur la rue. La fête nationale irlandaise est célébrée chaque année en février à Hudson depuis 2009, par un défilé et le concours de la «Queen of all the Irish and Her Court»,. Le comédien Christopher Moore, en plus d'être dans plusieurs pièces de théâtre anglophone à Montréal, joue des rôles de situation à l'école des douanes de Rigaud.	François Lamoureux, Franco-ontarien originaire de Sudbury et résident d’Hudson, réalise des films d’art sur les concerts et musiciens, notamment The Orchestrion Project : Pat Metheny, nommé aux prix Juno, un film sur la chanteuse folk Judy Collins, gagnant d’un Emmy Award, et Feast on Scraps sur Alanis Morissette. Le comédien et animateur Lorne Elliott (en) habite Hudson.
Les artistes visuels locaux comptent Derek Halbert, qui a peint plusieurs paysages et édifices d’Hudson, notamment l’église anglicane St. Mary’s de Como, Sylvie Lauzon, Susan Snelgrove et Julia Rita Theriault. La Lake of Two Mountains Artists Association tient des expositions régulières à Hudson. Le Tour des ateliers d'Hudson, qui se tien en septembre chaque année depuis 2004, permet de connaître les travaux des artistes visuels locaux.

## Société
Bien que la population soit âgée, les services de logement ou les possibilités d'adapter les maisons privées aux besoins des personnes âgées sont limités à Hudson. Depuis 1933 a lieu chaque année en avril une course aux bouteilles pour enfants. Un rassemblement de quelque 200 amateurs de vieilles voitures se tient depuis peu l'été à Hudson. Les principales activités annuelles comprennent, en ordre chronologique : le ShiverFest en février, le festival des lumières, le défilé et la foire artisanale de Noël.
Les personnalités d'Hudson comptent entre autres :
- Lorne Elliott (en), comédien et animateur, habitant d'Hudson
- Jacques Demers (1944-), entraîneur de hockey professionnel et sénateur canadien[45]
- Coral Egan, musicienne et chanteuse[46]
- Jack Layton, ancien chef du Nouveau Parti démocratique du Canada, a grandi dans la ville.

## Transport
La ville est desservie par la ligne de trains de banlieue exo 1, qui relie Hudson à Montréal en approximativement 1h15. Il n'y a que deux trains qui desservent Hudson, les trains numéro 111 et 112, qui sont en service les lundis aux vendredis uniquement. Il n'y a pas de service la fin de semaine ni les jours fériés.
Le circuit d'autobus 21 d'exo La Presqu'Île relie Hudson à la gare Vaudreuil.